# Eberhard M. Fels
Eberhard Maximilian Fels (* 13. Januar 1924 in Berlin; † 18. April 1970 bei Starnberg) war ein deutscher Wirtschaftswissenschaftler.

## Leben
Nach dem Studium der Wirtschaftswissenschaften an der Ludwig-Maximilians-Universität München promovierte er dort 1953 mit einer Arbeit „Zur Theorie und Messung nichtadditiver Nachfragefunktionen“. Danach war er neun Jahre an amerikanischen Universitäten tätig, zuletzt als Professor für Statistik und Sozialwissenschaften an der University of Pittsburgh. 1963 wurde er auf den Lehrstuhl für Ökonometrie und Statistik an der Ludwig-Maximilians-Universität in München berufen. Mit 46 Jahren ertrank er 1970 bei einem Unglücksfall im Starnberger See.

## Werk
Die Lehr- und Forschungstätigkeit von Eberhard M. Fels war weit gespannt: Methodik der Sozialwissenschaften, Ökonometrie, Statistik, lineare Methoden in der Wirtschaftstheorie, Mathematische Logik und Grundlagenforschung. Darüber hinaus beschäftigte er sich intensiv mit dem mathematisch-ökonomischen Forschungsstand in der damaligen Sowjetunion.

## Schriften
- Methoden der Sozialwissenschaften (= Enzyklopädie der geisteswissenschaftlichen Arbeitsmethoden, Bd. 8). Oldenbourg, München 1967.

- Aufsätze. Hrsg. von Martin J. Beckmann. Physica-Verlag, Würzburg 1972, ISBN 3-7908-0112-7.